# 哈勒巴
哈勒巴（阿拉伯語：حلبا）是黎巴嫩的城市，位於該國北部，是阿卡尔省的首府，毗鄰與敘利亞接壤的邊境，面積1.93平方公里，海拔高度120米，2008年人口4,972，人口密度每平方公里2,576人。